# Monocestoides
Monocestoides es un género de insecto coleóptero de la familia Chrysomelidae.

## Especies
- Monocestoides madagascariensis (Jacoby, 1901)
- Monocestoides perroti Duvivier, 1891
- Monocestoides testacea Bechyne, 1954